# Gösta Gummesson
Gösta Gummesson (né le 23 avril 1928 à Växjö et mort le 2 novembre 2012 à Kvicksund) est un auteur de bande dessinée suédois principalement connu pour ses adaptations en bande dessinée d'Åsa-Nisse (en), célèbre personnage de la culture populaire suédoise d'après-guerre.

## Distinction
- 1976 : Prix Adamson du meilleur auteur suédois pour l'ensemble de son œuvre
- 1978 : Bourse 91:an